# Limnoria emarginata
Limnoria emarginata är en kräftdjursart som beskrevs av Oleg Grigor'evich Kussakin och Malyutina 1989. Limnoria emarginata ingår i släktet Limnoria och familjen borrgråsuggor. Inga underarter finns listade i Catalogue of Life.